# Rechnungshof Rheinland-Pfalz
Der Rechnungshof Rheinland-Pfalz ist die oberste Finanzprüfungsbehörde des Bundeslandes Rheinland-Pfalz. Er hat seinen Hauptsitz in Speyer und darüber hinaus Außenstellen in Koblenz und Trier. Präsident des Rechnungshofes ist seit 2024 Marcel Hürter. Im Haushaltsjahr 2020 verfügte der Rechnungshof über 181 Stellen. Er wurde 1945 als Rechnungskammer Speyer gegründet und erhielt 1947 seinen heutigen Namen.

## Rechtsgrundlagen
Aktuelle Grundlage für die Schaffung des Rechnungshofes Rheinland-Pfalz ist das Landesgesetz über den Rechnungshof Rheinland-Pfalz (Kurzform RHG) vom 20. Dezember 1971.

## Aufgaben
Die Aufgaben des Rechnungshofs liegen in der Prüfung und Beratung der Landesregierung inklusive der Ministerien, des Landtages und allen angeschlossenen Landesbetrieben und Sondervermögen. Daneben prüft er auch die Haushaltsführung der Gemeinden und Gemeindeverbände des Landes und die des ZDF, des Südwestrundfunks (gemeinsam mit dem Rechnungshof Baden-Württemberg) und der Landeszentrale für Medien und Kommunikation.
Der Rechnungshof steht selbstständig und unabhängig auf der Ebene der Landesministerien, jedoch sind weder die Landesregierung noch der Landtag gegenüber dem Rechnungshof weisungsbefugt.

## Organisation
Der Rechnungshof Rheinland-Pfalz gliedert sich in eine Präsidialabteilung mit dem Präsidenten und einer Vizepräsidentin sowie in sieben Prüfungsgebiete. Die Leiter der Prüfungsgebiete bilden zusammen mit dem Präsidenten und der Vizepräsidentin das Kollegium des Rechnungshofs.

## Präsidenten seit 1947
- 1947–1951: Heinz Maria Oeftering
- 1951–1952: Richard Strahl, kommissarisch
- 1952–1969: Hans Georg Dahlgrün
- 1959–1969: Heinz Georg Sauermost
- 1969–1978: Georg Weiß
- 1978–1984: Alois Schreiner
- 1984–1995: Wolfgang Brix
- 1995–2002: Paul Georg Schneider
- 2002–2007: Volker Hartloff[7]
- 2007–2017: Klaus P. Behnke
- 2017–2024: Jörg Berres
- seit 2024: Marcel Hürter